# Pliohippus
Pliohippus (грец. πλείων (pleion, «більше») і ἵππος (ippos, «кінь») — викопний рід родини Коневих (Equidae). Pliohippus виник у середньому міоцені, приблизно 15 мільйонів років тому. Довгі та тонкі кінцівки Pliohippus видають бистроногу степову тварину. Хоча деякі екземпляри мають по одному пальцю на нозі, інші мають три (основний палець і два нефункціональні бічні).
До недавнього часу, через його багато анатомічної схожості, Pliohippus вважався предком сучасного коня та його родичів у Equus. Попри те, що Pliohippus однозначно є непарнопалим і, отже, пов'язаний з Equus, його череп мав глибокі лицьові ямки, особливість, якої немає в жодного представника Equus. Крім того, його зуби були сильно вигнуті, на відміну від дуже прямих зубів сучасних коней. Отже, навряд чи він є предком сучасного коня; замість цього, ймовірно, це предок Astrohippus. Pliohippus мав висоту приблизно 1.25 метра, подібно до сучасного коня. Так само як і сучасний кінь, Pliohippus був пасовищним, який харчувався степовими травами північноамериканських рівнин, які він населяв.
Скам'янілості Pliohippus були знайдені в багатьох місцях пізнього міоцену в Колорадо, на Великих рівнинах (Небраска, включаючи скам'янілі шари Ешфолл і Дакота), а також у Канаді. Pliohippus був знайдений поруч з Neohipparion.